# Xã Piney, Quận Clarion, Pennsylvania
Xã Piney (tiếng Anh: Piney Township) là một xã thuộc quận Clarion, tiểu bang Pennsylvania, Hoa Kỳ. Năm 2010, dân số của xã này là 453 người.